# Neuer Graben Gersdorf
Der Neue Graben Gersdorf ist ein Meliorationsgraben und orographisch linker Zufluss des Kaulschegrabens im Landkreis Dahme-Spreewald in Brandenburg.
Der Graben beginnt auf einer landwirtschaftlich genutzten Fläche, die sich südlich des Golßener Ortsteils Zützen und westlich der Bundesstraße 96 befindet. Er fließt zunächst in nördlicher Richtung, anschließend in nordöstlicher Richtung und unterquert dabei die genannte Bundesstraße. Im weiteren Verlauf durchfließt er das Naturschutzgebiet Zützener Busch und erreicht Gersdorf, einen Gemeindeteil von Golßen. Ein Teil des Wassers wird westlich an Gersdorf vorbei unmittelbar in den Kaulschegraben abgeleitet. Ein zweiter Teil des Grabens verläuft südlich von Gersdorf. Südwestlich fließt aus dem Jetscher Graben neues Wasser zu. Der Graben führt nun in vorzugsweise östlicher Richtung auf das Gemeindegebiet von Kasel-Golzig. Dort fließt, je nach Wasserstand, aus dem Ziegelberggraben zusätzliches Wasser von Süden zu. Der Neue Graben Gersdorf schwenkt in nordöstliche Richtung, erreicht das Naturschutzgebiet Urstromtal bei Golßen; dort erreicht ein weiterer Strang des Ziegelberggrabens den Kanal. Kurz darauf entwässert er erneut in den Kaulschegraben.